# Campoplex cajae
Campoplex cajae là một loài tò vò trong họ Ichneumonidae.